# Сокольники (Смоленская область)
Сокольники — деревня в Кардымовском районе Смоленской области России. Входит в состав Мольковского сельского поселения. По состоянию на 2007 год постоянного населения не имеет. 
Расположена в центральной части области в 12 км к юго-западу от Кардымова, в 3 км южнее автодороги Р134 «Старая Смоленская дорога» Смоленск — Дорогобуж — Вязьма — Зубцов, на берегу реки Еревня. В 2,5 км южнее деревни расположена железнодорожная станция Духовская на линии Москва — Минск. 

## История
В годы Великой Отечественной войны деревня была оккупирована гитлеровскими войсками в августе 1941 года, освобождена в сентябре 1943 года.